# 東非龍屬
東非龍屬（學名：Ostafrikasaurus）是獸腳亞目棘龍科的一屬，生存於侏羅紀晚期的東非，目前只有唯一種，厚鋸齒東非龍（O. crassiserratus）。東非龍是目前已知生存時代最早的棘龍科恐龍。

## 發現與命名
在1909年到1913年，德國挖掘團隊在德屬東非的東南部（目前坦尚尼亞）發現許多恐龍化石，詳細地點是敦達古魯組（Tendaguru Formation）地層。在1925年，德國古生物學家沃納·詹尼斯（Werner Janensch）將約十顆獸腳類的牙齒（編號MB R 1083、MB R 1084），建立為Labrosaurus的一個種，L. stechowi。之後，Labrosaurus被發現是異特龍的次異名；而這些東非牙齒被改歸類於角鼻龍的一種，Ceratosaurus stechowi。由於只有牙齒化石，缺乏可鑑定特徵，近年研究多將C. stechowi視為疑名。
其中，編號MB R 1084的化石，發現於敦達古魯組的上恐龍段，地質年代約1億4800萬到1億4550萬年前，相當於侏羅紀晚期的提通階；而其他九顆牙齒發現於中恐龍段。在2008年，法國古生物學家埃瑞克·比弗托（Eric Buffetaut）重新研究敦達古魯組的獸腳類恐龍牙齒，發現另一顆發現於中恐龍段的牙齒（編號MB R 1091），跟編號MB R 1084牙齒有高度相似處，而提出這兩顆牙齒可能是相同物種。在2012年，埃瑞克·比弗托將這些牙齒進行敘述、命名，模式種是厚鋸齒東非龍（O. crassiserratus）。正模標本是編號MB R 1084牙齒標本，也是目前的唯一化石；比弗托並沒有將編號MB R 1091牙齒標本編入於東非龍。屬名中的Ostafrika在德文意指「東非」；而種名在拉丁文意為「厚的鋸齒」，意指正模標本的牙齒邊緣形狀。

## 體徵
東非龍的最明顯特徵，是牙齒的厚鋸齒狀邊緣，而牙齒長度為4.9公分。埃瑞克·比弗托在2008年指出，這顆牙齒形狀類似棘龍科，不同於被歸類為L. stechowi的其他牙齒。在2011年，奧利佛·勞赫（Oliver Rauhut）列出這顆牙齒的獨特特徵。牙齒有較多數量的舌面隆突，多達11個；而唇面則有三個隆脊與三個溝痕。某些舌面隆突相當長，幾乎延伸到整個齒冠，齒冠只有最上端的5公厘是平順、無隆突的；而其他舌面隆突僅限於齒冠的基底部分，在齒冠上方與其他舌面隆突匯合。在牙齒的後方，有個明顯的突出部分，分隔出牙齒的接近嘴部中線部分、接近嘴部側邊部分。牙齒的隆脊，集中於接近嘴部中線的3/5部分；而接近嘴部側邊的2/5部分，則缺乏隆脊。這顆牙齒的接近嘴部中線部分，共有13個邊緣鋸齒，每隔5公厘有一個；牙齒的接近嘴部側邊部分，則有10個邊緣鋸齒，也是每隔5公厘有一個。
奧利佛·勞赫指出，這顆牙齒的外形、鋸齒邊緣的密集程度，非常類似其他發現於中恐龍段的牙齒。勞赫認為這些牙齒可能是相同動物，或者是有接近親緣關係。

## 種系發生學
埃瑞克·比弗托在2012年命名東非龍時，根據牙齒外形類似許多重爪龍亞科，而將東非龍歸類於棘龍科。但是，東非龍的牙齒邊緣鋸齒，比其他棘龍科的還大。由於東非龍的生存年代，早於其他已知棘龍科恐龍；埃瑞克·比弗托提出在棘龍科的演化過程中，牙齒的邊緣鋸齒大小也隨者縮減。